# اريك هامبسون
اريك هامبسون (بالإنجليزية: Eric Hampson)‏ (11 نوفمبر 1921 بستوك أون ترينت في المملكة المتحدة - ) هو لاعب كرة قدم بريطاني في مركز الدفاع. لعب مع ستوك سيتي وستافورد رينجرز.